# Президентские выборы в Египте (2012)
Президентские выборы, которые состоялись 23 мая и 24 мая 2012 года (1 тур), а также 16 июня и 17 июня 2012 года (2 тур).

## Кандидаты

### Мохамед эль-Барадеи
На фоне политических споров в 2011 году Мухаммед аль-Барадеи заявил, что он может баллотироваться на предстоящих президентских выборах. Вместе с тем он подчеркнул, что его условием баллотироваться на выборах является «письменное заверение» о целостности и свободы избирательного процесса со стороны правительства. Эль-Барадеи заявил в телевизионном интервью: «Я буду изучать возможности баллотироваться в президенты Египта, если процесс будет свободным и справедливым».
Заявление аль-Барадеи вызвало неоднозначную реакцию в египетском политическом мире. Однако в конечном счёте участия в выборах в качестве кандидата он так и не принял.

### Амр Муса
Когда его спросили о слухах, что он может баллотироваться на президентских выборах 2012, Амр Муса отказался исключить возможность баллотироваться на должность, оставив дверь открытой для ожидания. Он утверждал, что: «Это право каждого гражданина, который имеет пропускную способность и эффективность стремиться к какому-либо политическому посту, что позволит ему внести свой вклад в обслуживание своего народа». Кроме того, он заявил прессе, что качества, необходимые Президенту также применяются к аль-Барадею, утверждая, что гражданство, права и обязанности, которые применяются к себе также моут быть применены к аль-Барадею. Он также выразил признательность за «доверие, выраженное многими людьми, когда они говорят о своей кандидатуре, и отметил, что сообщения дошли до него».
27 февраля он объявил, что он будет баллотироваться на пост президента, он сказал: «Бог даст, я буду одним из них». В начале мая 2012 года, согласно опросам ал-Ахрам, он был одним из наиболее вероятных кандидатов на победу в выборах.

### Абдель Монейм
Абдель-Монеим Абуль-Футух, один из «Братьев-мусульман» объявил свою кандидатуру в мае 2011 года. Он был исключен из братства за это решение 20 июня того же года, так как это противоречит ранее принятому Бюро Руководства решению, что Братство не будет выдвигать кандидата в 2011 году. В начале мая 2012 года, согласно опросам ал-Ахрам, он был одним из наиболее вероятных кандидатов на победу в выборах.

### Мохаммед Салим аль-Ава
Мохаммед Салим аль-Ава, исламский мыслитель, объявил о своей кандидатуре 14 июня 2011 года.

### Мухаммед Мурси
Мухаммед Мурси был членом парламента с 2000 по 2005 год как независимый кандидат, потому что Братьям-мусульманами было запрещено занимать государственные должности при президенте Хосни Мубараке. Однако неофициально он был одним из руководителей Братьев-мусульман вплоть до основания Партии свободы и справедливости в 2011 году. Мухаммед Мурси стал лидером этой партии.
После того как Хайрат эль-Шатер был отстранён от участия в президентских выборах 2012 года, Мурси стал единым кандидатом от Братьев-мусульман.

### Хамден Сабахи
Левый политик, член Партии Достоинства (вошедшей в Демократический альянс на выборах 2011 года).

### Халед Али
Ещё один левый кандидат, профсоюзный деятель и правозащитник.

## Список кандидатов в президенты Египта

### 1 тур
| Фото | Имя                       | Должность                                            |
| ---- | ------------------------- | ---------------------------------------------------- |
|      | Абдель Монейм Абу-л-Футух | Один из неформальных лидеров «Братьев-мусульман»     |
|      | Амр Мусса                 | Экс-министр иностранных дел                          |
|      | Хамден Сабахи             | Лидер «партии достоинства»                           |
|      | Ахмед Шафик               | Бывший председатель переходного правительства Египта |
|      | Мохаммед Мурси            | Член партии «Свобода и справедливость»               |
|      | Мохаммед Салим аль-Ава    | Глава Египетской Ассоциации культуры и диалогов      |

### 2 тур
| Фото | Имя            | Должность                                            |
| ---- | -------------- | ---------------------------------------------------- |
|      | Ахмед Шафик    | Бывший председатель переходного правительства Египта |
|      | Мохаммед Мурси | Член партии «Свобода и справедливость»               |

## Выбыли из президентской гонки
| Фото | Имя                    | Должность                                           |
| ---- | ---------------------- | --------------------------------------------------- |
|      | Хазем Салах Абу Исмаил | Телеведущий                                         |
|      | Айман Нур              | Основатель Либеральной конституционалистской партии |
|      | Омар Сулейман          | Бывший Вице-президент Египта                        |
|      | Хишам Бастависи        | Вице-президент Египетского конституционного суда    |
|      | Абу аль-Из аль-Харири  | Член Социалистического народного альянса            |

## Результаты

### 1 тур
По результатам 1 тура, определились два победителя. Это исламист Мухаммед Мурси и последний премьер правительства Мубарака Ахмед Шафик. Оба кандидата набрали более 5,5 миллионов голосов, но Мурси опередил главного конкурента свыше, чем на 200 тысяч избирательных бюллетеней, получив поддержку 5 млн 765 тысяч египтян. Третье место занял социалист Хамдин Саббахи. Бывший секретарь Лиги арабских государств Амр Муса оказался на 5 месте. Явка составила 46,42 %.
| Место                                              | Место                                              | Кандидат                                           | Голоса     | %     |
| -------------------------------------------------- | -------------------------------------------------- | -------------------------------------------------- | ---------- | ----- |
|                                                    | 1.                                                 | Мохаммед Мурси                                     | 5 764 952  | 24,78 |
|                                                    | 2.                                                 | Ахмед Шафик                                        | 5 505 327  | 23,66 |
|                                                    | 3.                                                 | Хамден Сабахи                                      | 4 820 273  | 21,72 |
|                                                    | 4.                                                 | Абдель Монейм                                      | 4 065 239  | 17,47 |
|                                                    | 5.                                                 | Амр Мусса                                          | 2 588 850  | 11,13 |
|                                                    | 6.                                                 | Мохаммед Салим аль-Ава                             | 235 374    | 1,01  |
|                                                    |                                                    | Действительные бюллетени                           | 23 265 516 | 98,28 |
|                                                    |                                                    | Недействительные бюллетени                         | 406 720    | 1,72  |
| Всего голосов                                      | Всего голосов                                      | Всего голосов                                      | 23 672 236 | 46,42 |
| Число избирателей, включенных в список избирателей | Число избирателей, включенных в список избирателей | Число избирателей, включенных в список избирателей | 51 млн     | 100   |

Таким образом, во второй тур вышли Мухаммед Мурси и Ахмед Шафик

### 2 тур
| Место                                              | Место                                              | Кандидат                                           | Голоса     | %       |
| -------------------------------------------------- | -------------------------------------------------- | -------------------------------------------------- | ---------- | ------- |
|                                                    | 1.                                                 | Мохаммед Мурси                                     | 13 230 131 | 51,73   |
|                                                    | 2.                                                 | Ахмед Шафик                                        | 12 347 380 | 48,27   |
|                                                    |                                                    | Действительные бюллетени                           | 25 577 511 | 96,81   |
|                                                    |                                                    | Недействительные бюллетени                         | 843 252    | 3,19    |
| Всего голосов                                      | Всего голосов                                      | Всего голосов                                      | 26,420,763 | 51,85 % |
| Число избирателей, включенных в список избирателей | Число избирателей, включенных в список избирателей | Число избирателей, включенных в список избирателей | 51 млн     | 100     |

Президентом Египта избран Мохаммед Мурси.